# Geografischer Name

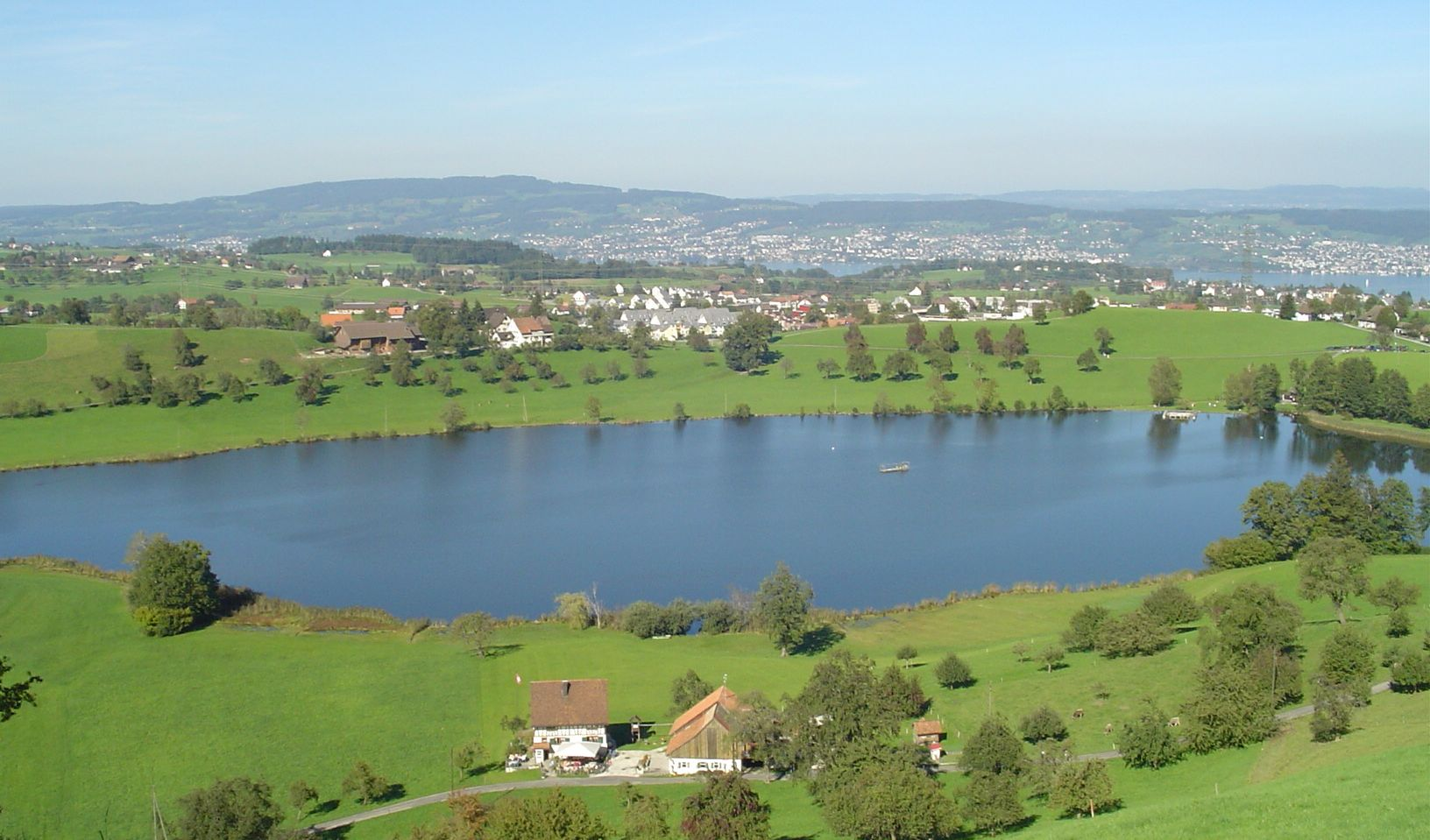
Geographischer Name Hüttnersee
in der Stadt Wädenswil

Als geographischer bzw. geografischer Name, Geoname, Toponym (gr. tópos ‚Ort, Platz‘ und ónyma ‚Name‘) oder Ortsname (im weiteren Sinn) werden Eigennamen für bestimmte Gebiete, Orte oder natürliche und künstliche Einzelobjekte auf der Erdoberfläche sowohl zu Lande als auch auf dem Wasser bezeichnet. Diese werden in der Natur- und Kulturlandschaft zur Orientierung und ortsbezogenen Kommunikation verwendet. Sie sind zentrale Datentypen in der Geoinformatik und Bestandteile der Kartographie und Topographie sowie Basiskategorie der Geographie. In vielen Fachbereichen werden sie als unentbehrliche Hilfsmittel benötigt. Amtliche Stellen kümmern sich um die Nachführung und die Bereitstellung der Namen, während die Toponomastik (Ortsnamenforschung) deren Herkunft und Bedeutung analysiert. Toponyme sind Zeitzeugen der Vergangenheit und gelten als wichtiges immaterielles Kulturgut.

## Begriffe
Die Begriffe geographischer Name und Toponym werden grundsätzlich als Synonym verwendet. Der in der Fachwelt z. T. verwendete Begriff Toponym unterscheidet sich vom geographischen Namen, indem er auch für Namen von anderen Himmelskörpern gilt, während geographische Namen auf die Erde beschränkt sind. Geographische Namen im eigentlichen Sinne sind immer Individualnamen. Es sind Eigennamen von spezifischen topografischen Objekten (z. B. Rhein). Sie unterscheiden sich von geographischen Gattungsbezeichnungen (Gattungsnamen) als generische Bezeichnung für bestimmte Arten von topographischen Objekten (z. B. Fluss) sowie von Gruppenbezeichnungen (Kategoriebezeichnungen oder Klassennamen) für bestimmte Arten von geographischen Eigennamen (z. B. Gewässernamen oder Flussnamen). Kategoriebezeichnungen werden z. T. mit unterschiedlichen Bedeutungen verwendet z. B.:
- Ortsnamen (im weiteren Sinn) ist ein weiteres Synonym für geographischen Namen, während mit Ortsnamen (im engeren Sinn) ausschließlich Siedlungsnamen gemeint sind.
- Flurnamen werden in unterschiedlichem Umfang verstanden (generell als Namen von unbesiedelten Örtlichkeiten bis ausschließlich Namen von Fluren).

Einheimische, ortsübliche Namen, zu denen auch geographische Namen gehören (wie z. B. Genève), werden als Endonyme und Namen, die in anderen Sprachen verwendet werden (wie z. B. Genf), als Exonyme bezeichnet.

## Kategorisierung von geographischen Namen

### Prinzip
Die Gruppierung von gleichartigen Typen von geographischen Eigennamen erleichtern deren Umgang und Nutzung. Deren Kategorisierung resp. Klassierung ist nicht immer einfach zu vollziehen.  Überlappungsprobleme zwischen einzelnen Kategorien können nicht immer vermieden werden. Die Kategorisierung erfolgt vielfach hierarchisch auf zwei oder mehreren Stufen wie im folgenden Beispiel aufgezeigt:
| Objekt-/ Gattungsbezeichnung            | Kategorien von geogr. Eigennamen                        | Geographische Eigennamen             |
| --------------------------------------- | ------------------------------------------------------- | ------------------------------------ |
| - Siedlungen - Städte - Dörfer - Weiler | - Siedlungsnamen - Stadtnamen - Dorfnamen - Weilernamen | Köln Blumau (Südtirol) Vigana …      |
| - Gewässer - Seen - Flüsse - Bäche      | - Gewässernamen - Seennamen - Flussnamen - Bachnamen    | Bodensee Rhein Arlingbach (Lavant) … |

In den verschiedenen Fachbereichen, in welchen geographische Namen kategorisiert werden, existieren aus Gründen der Übersichtlichkeit allgemein meist weniger als 10 Hauptkategorien und je nach Fachbereich mehrere hundert Unterkategorien, die hierarchisch unterhalb der Hauptkategorien angeordnet werden. Unterhalb der Kategorie Gewässernamen können z. B. je nach Bedarf zuerst auch die Unterkategorien Fließendes Gewässer und Stehenden Gewässer oberhalb See-, Fluss- und Bachnamen usw. gebildet werden.

### Kategorien von geographischen Namen in der Toponomastik
Eine einheitliche Kategorisierung von geographischen Namen existiert nicht und erfolgt je nach Fachbereich und auch innerhalb eines Fachbereichs spezifisch gemäss den Bedürfnissen. Die allgemein in der aktuellen Ortsnamenforschung verwendeten Hauptkategorien von Toponymen sind untenstehend zusammen mit Beispielen von Unterkategorien und geographischen Eigennamen aufgeführt. Die Kategorie Himmelskörpernamen (Astrotoponyme) ist dabei nicht enthalten, da sie nur für Toponyme und nicht für geographische Namen verwendet wird.
Raumnamen, Bergnamen, Gewässernamen, Siedlungsnamen, Flurnamen, Gebäudenamen, Verkehrswegsnamen
| Kategorien                                                                       | Beispiele von geographischen Eigennamen                                                               |
| -------------------------------------------------------------------------------- | --- |
| Raumnamen (Choronyme) Namen von administrativen Einteilungen, Gebieten nach oben | |
| Staatennamen                                                                     | Deutschland, Österreich, Schweiz, Mexiko                                                              |
| Gemeindenamen                                                                    | Barleben, Badersdorf, Wädenswil, Adamswiller                                                          |
| Landschaftsnamen                                                                 | Eppinger Gäu, Lechtal, Jura (Gebirge), Ätolien                                                        |
| Küstennamen                                                                      | Nordseeküste, Cape Cod National Seashore                                                              |
| Inselnamen                                                                       | Baumgarteninsel, Blumeninsel (Wörthersee), Ufenau, Utøya                                              |
| …                                                                                | |
| Bergnamen (Oronyme) Namen von Gebirgen, Bergen, Täler nach oben                  | |
| Gebirgsnamen                                                                     | Estergebirge, Günser Gebirge, Gotthardmassiv, Abchasisches Gebirge                                    |
| Bergnamen                                                                        | Eisenberg (Chiemgauer Alpen), Csaterberg, Rigi, Kilimandscharo                                        |
| Hügelnamen                                                                       | Leverner Hügel, Lieferinger Hügel, Gütsch, Killiney Hill                                              |
| Schluchtennamen                                                                  | Maisinger Schlucht, Tscheppaschlucht, Aareschlucht, Cromwell Gorge                                    |
| Plateaunamen                                                                     | Seefelder Plateau, Mieminger Plateau, Mittelland (Schweiz), Plateau von Djado                         |
| …                                                                                | |
| Gewässernamen (Hydronyme) Namen von fließenden oder stehenden Gewässer nach oben | |
| Seenamen                                                                         | Chiemsee, Wolfgangsee, Genfersee, Ortasee                                                             |
| Weihernamen                                                                      | Bechthaler Weiher, Schiederweiher, Bommer Weiher, Völser Weiher                                       |
| Flussnamen                                                                       | Main, Lavant (Fluss), Birs, Nissan (Fluss)                                                            |
| Wasserfallnamen                                                                  | Langenfelder Wasserfall, Günstner Wasserfall, Isengrindfall, Freier (Wasserfall)                      |
| Quellennamen                                                                     | Egerquelle, Kreuzrastquelle, Schwefelquellen Bad Schinznach, Sankt-Annenquelle (Brüssel)              |
| …                                                                                | |
| Siedlungsnamen (Oikonume) Namen von Siedlungen nach oben                         | |
| Stadtnamen                                                                       | Köln, Innsbruck, Basel, Lyon                                                                          |
| Dorfnamen                                                                        | Grezhausen, Blumau (Südtirol), Langwies (Arosa), Algund Dorf                                          |
| Quartiernamen                                                                    | Hamburg-Altona-Altstadt, Mariahilf-St. Nikolaus, Altstetten, City of Westminster                      |
| Weilernamen                                                                      | Gasseltshausen, Grünmoos, Vigana, Kopaline                                                            |
| Hofnamen                                                                         | Hof Dicke, Bauernhof Klabiner, Landgut Bocken, Habaner Hof                                            |
| …                                                                                | |
| Flurnamen (Agronyme) Namen von Weiden, Wiesen, Äcker, Fluren, Wälder nach oben   | |
| Riednamen                                                                        | Wollmatinger Ried, Lauteracher Ried, Nuoler Ried                                                      |
| Wiesennamen                                                                      | Dammaschwiese, Dianawiese, Rütli, Runnymede (Wiese)                                                   |
| Heidenamen                                                                       | Lüneburger Heide, Perchtoldsdorfer Heide, Reinacher Heide, Cap de la Chèvre                           |
| Moornamen                                                                        | Almstorfer Moor, Pürgschachen-Moor, Wachseldornmoos, Borremose                                        |
| Waldnamen                                                                        | Frammersbacher Forst, Lahnsattler Urwald, Güttinger Wald, Ojnareskogen                                |
| …                                                                                | |
| Gebäudenamen (Oikodonyme) Namen von Gebäuden und Anlagen nach oben               | |
| Hausnamen                                                                        | Haus Wahnfried, Haus Gerzabek, Haus der Kantone, Hagen-Haus                                           |
| Hofnamen                                                                         | Aspichhof, Aichhof (Schwechat), Aazheimerhof, Donnerhof                                               |
| Berghüttennamen                                                                  | Falkenhütte, Douglasshütte, Engelhornhütte, Pirin (Berghütte)                                         |
| Kirchennamen                                                                     | Große Kirche Aplerbeck, Kirche am Steinhof, Kirche Mandach, Evangelisch-Augsburgische Kirche in Polen |
| Schlossnamen                                                                     | Schloss Heringen, Schloss Deutschkreutz, Schloss Attalens, Mateuspalast                               |
| …                                                                                | |
| Verkehrswegsnamen (Dromonyme) Namen von Verkehrswegen und -bauten nach oben      | |
| Straßennamen                                                                     | Averhoffstraße, Mariazeller Straße, Landwassertunnel (Strasse), Wolodymyrska-Straße                   |
| Platznamen                                                                       | Dönhoffplatz, Südtiroler Platz (Wien), Schulhausplatz (Baden), British Museum                         |
| Brückennamen                                                                     | Ellerntorsbrücke, Floridsdorfer Brücke, Europabrücke (Zürich), Brücke von Alcántara                   |
| Bahnhofnamen                                                                     | Bahnhof Frankfurt (Main) Süd, Bahnhof Wien Heiligenstadt, Zürich Hauptbahnhof, Bahnhof Ōsaki          |
| Flughafennamen                                                                   | Flughafen Berlin Brandenburg, Flughafen Wien-Schwechat, Flughafen Zürich, Flugplatz Anaktuvuk Pass    |
| …                                                                                | |

### Gegenüberstellung Kategorien von geographischen Namen in unterschiedlichen Fachbereichen
Die Hauptkategorien für geographische Namen aus anderen Fachbereichen unterscheiden sich von den oben aufgelisteten Hauptkategorien der Toponomastik, weisen mit diesen jedoch gewisse Ähnlichkeiten auf, sodass sie gegenübergestellt werden können. Folgende Vergleichstabelle von ein paar als Beispiel ausgewählten Fachbereichen erhebt keinen Anspruch auf Vollständigkeit und absolute Korrektheit.
| Toponomastik      | GeoNames                          | Geonamen Deutschland | GEONAM Österreich | Verordnung über die geografischen Namen                         |
| ----------------- | --------------------------------- | -------------------- | ----------------- | --------------------------------------------------------------- |
| International     | International                     | Deutschland          | Österreich        | Schweiz                                                         |
| Raumnamen         | A Länder, Staaten, Regionen etc.  |                      |                   | Gemeinden                                                       |
| Raumnamen         | L Parks, Gebiete etc.             | Gebiete              | Gebietsnamen      | Landschaften (Gebiete)                                          |
| Bergnamen         | T Berge, Hügel, Felsen etc.       | Relief               | Bergnamen         | Gelände                                                         |
| Gewässernamen     | H Flüsse, Seen etc.               | Gewässer             | Gewässernamen     | Gewässer                                                        |
| Gewässernamen     | H Flüsse, Seen etc.               | Gewässer             | Gletschernamen    | Gletscher                                                       |
| Flurnamen         | L Parks, Gebiete etc.             | Vegetation           | Riednamen         | Landschaften (Alpen, Fluren, Wälder)                            |
| Siedlungsnamen    | P Städte, Dörfer etc.             | Siedlung             | Siedlungsnamen    | Siedlungen                                                      |
| Gebäudenamen      | S Sport, Gebäude, Bauernhöfe etc. |                      |                   | öffentliche Bauten, kulturelle Objekte                          |
| Verkehrswegsnamen | R Straßen, Eisenbahnen etc.       | Verkehr              |                   | Strassen, Stationen, besondere Objekte von Verkehrsverbindungen |
|                   | U Sonstiges                       |                      | Sonstige Namen    |                                                                 |

Aus obiger Zusammenstellung ist ersichtlich, dass Hauptkategorien von geographischen Namen unterschiedlich bezeichnet werden können: z. B. als Namenklassen (z. B. Siedlungsnamen), als Gattungsbezeichnungen (z. B. Siedlung) oder als Aufzählung von Beispielen (Städte, Dörfer etc.). Die unterschiedlichen Kategorien beziehen sich auf unterschiedliche Repräsentationen von geographischen Namen. Die Kategorisierung der Toponomastik bezieht sich vor allem auf historisch relevante geographische Namen insbesondere Siedlungs-, Flur- und Gewässernamen, während z. B. bei GeoNames unter anderen Namen auch geographische Namen als Point of Interest erfasst sind (z. B. Namen von Sportanlagen, die für die Ortsnamenforschung kaum von Interesse sind, ausser dass ihre Namen vielfach von Siedlungs- und Flurnamen abgeleitet sind). Aus rechtlichen Gesichtspunkten (Zuständigkeiten, Namengebung, Schreibweisen, Kostentragung usw.) existieren in Deutschland, Österreich und in der Schweiz unterschiedliche Kategorisierungen und Festlegungen von geographischen Namen. In der Schweiz sind diese durch die Verordnung über die geografischen Namen (GeoNV) geregelt (vgl. Tabelle oben).

## Beschreibung
Geographische Namen werden in vielen Fachgebieten benötigt und allgemein breit genutzt.
- Kartografie, Topografie, Geoinformationssysteme: Geographische Namen werden auch als Namen für Kartenwerke verwendet, wie beispielsweise Europaatlas, Karte von Schottland. Dabei bildet die Gesamtheit aller in Karten enthaltenen geografischen Namen ein „geografisches Namengut“. Geographische Namen bilden eines der wichtigsten Kartenelemente in Karten und Plänen. Geographische Namen ermöglichen den Einstieg in Geoinformationssysteme und sind in der Geoinformatik eines von vielen anderen Elementen in digitale Landschaftsmodellen. Diverse Stellen auf allen Staatsstufen sind für die laufende, koordinierte Nachführung von geographischen Namen mit gegenseitigem Datentausch besorgt. Als Point of Interest kommen immer mehr auch Namen von öffentlichen und privaten Bauten, Anlagen und Geschäften zur Anwendung. Die meisten dieser Namen sind nicht direkt Gegenstand der Ortsnamenforschung. Es handelt sich jedoch vielfach um Ableitungen von Siedlungs- und Flurnamen.
- Rettungswesen, Statistik, Archive, Geologie, Biologie: Diverse Fachgebiete sind auf aktuelle, flächendeckende, geocodierte, stabile und präzise geographische Namen als Nutzende angewiesen. Geographische Namen sind wichtig beim von Suchen von Unterlagen in Archiven, die statistische Aussagen basieren meist auf geografische Namen, Bodentypen in der Geologie und Tier- und Pflanzenarten in der Biologie sind mit geographischen Namen verbunden. Für all diese Bereiche sind unveränderte Schreibweisen von geographischen Namen von grosser Bedeutung.
- Ortsnamenforschung (Toponomastik), Geschichtswissenschaft: Die Ortsnamenforschung untersucht historisch relevante Toponyme in Hinblick auf deren Entstehung und Bedeutung. Im Vordergrund stehen vor allem Siedlungs-, Flur- und Gewässernamen. Namenbücher in analoger oder digitaler Form geben Auskunft über Toponyme bezüglich geographischer Lange, Gattung, aktuelle und historische Schreibweise, Herkunft und Bedeutung. Die Namenbücher werden vermehrt im Internet zusammen mit Online Karten öffentlich zugänglich gemacht. Toponyme erlauben für die Geschichtswissenschaft z. B. kulturgeschichtliche Rückschlüsse auf die damaligen Lebensgewohnheiten und die Bearbeitung des Kulturlandes.
- Standardisierung von geographischen Namen: Durch Umschriftung oder Transliteration erfolgt die Übertragung einer geographischen Namen von einem Schriftsystem in ein anderes. Dabei bleiben in Deutschland auch Formen wie „-thal“ erhalten und werden nicht an neuere Rechtschreibung angepasst.[5] Die Beibehaltung der Schreibweise trägt zur Unverwechselbarkeit der bezeichneten Objekte sowie zu deren Unterscheidung bei. Zu den Gremien, die sich mit der Standardisierung, der Vereinheitlichung der Schreibweise, der Ausarbeitung von Empfehlungen und Richtlinien befassen gehört in Deutschland der 1959 aus einem Arbeitskreis der Deutschen Gesellschaft für Kartografie hervorgegangene Ständige Ausschuss für geographische Namen (StAGN). Auf internationaler Ebene ist hierfür die United Nations Group of Experts on Geographical Names (UNGEGN) zuständig.[6] Auf Stufe einzelner Länder sind folgende Stellen für die Standardisierung und Bereitstellung von geographischen Namen zuständig:
  - Deutschland: Bundesamt für Kartographie und Geodäsie (BKG)
  - Österreich: Bundesamt für Eich- und Vermessungswesen (BEV)
  - Schweiz: Bundesamt für Landestopografie (swisstopo)
- Geographische Namen und Gebäudeadressen:

- Aktuelle Situation: Neben Postleitzahl und Hausnummer bestehen Gebäudeadressen aus den beiden geographischen Namenarten Straßen- und Ortschaftsnamen.
- Historische Situation: Vor Einführung von Gebäudeadressen dienten für Postzustellung, Kommunikation und Orientierung ausschliesslich geographische Namen: Siedlungsnamen und in städtischen Gebieten zusätzlich Gassen- und später auch Straßennamen sowie Hausnamen dessen Funktion später Hausnummern übernahmen.

- Allgemeine Anwendung von geographischen Namen: Manchmal werden die Namen auch falsch angewendet. Holland wird manchmal mit den Niederlanden gleichgesetzt, obwohl es nur ein Teilgebiet ist, ähnliches gilt für England (Vereinigtes Königreich), und auch Amerika besteht nicht nur aus den Vereinigten Staaten. Des Weiteren gibt es geschützte geografische Herkunftsbezeichnungen.